# 水牛城 (堪薩斯州)
水牛城（英語：Buffalo）是一個位於美國堪薩斯州威爾遜縣的城市。

## 地方資料
根據2020年美國人口普查的數據，水牛城的面積為0.82平方千米，當中陸地面積為0.82平方千米，而水域面積為0.00平方千米。當地共有人口217人，而人口密度為每平方千米264.63人。